# جاير فنتورا
جاير فنتورا (بالبرتغالية: Jair Ventura‏) (19 مارس 1979 بريو دي جانيرو في البرازيل - ) هو لاعب كرة قدم برازيلي في مركز الهجوم. لعب مع نادي مادوريرا.

## روابط خارجية
- جاير فنتورا على موقع قاعدة بيانات كرة القدم.إي يو (الإنجليزية)
- جاير فنتورا على موقع Soccerway.com (الإنجليزية)
- جاير فنتورا على موقع عالم كرة القدم.نت (الإنجليزية)